# Weißbürzelgirlitz
Der Weißbürzelgirlitz (Crithagra leucopygia, Syn.: Serinus leucopygius), auch Grauedelsänger genannt, ist eine Finkenart aus der Unterfamilie der Stieglitzartigen. Die Art wird in Europa gelegentlich auch als Ziervogel gehalten, in Senegal und Gambia hat der Fang und Verkauf dieser Vögel immer noch eine wirtschaftliche Bedeutung. Es werden zwei Unterarten unterschieden.
Die IUCN stuft den Weißbürzelgirlitz als nicht gefährdet (least concern) ein.

## Beschreibung
Der Weißbürzelgirlitz erreicht eine Körperlänge von zehn bis elf Zentimeter. Es besteht kein auffallender Sexualdimorphismus. Der Kopf und der Rücken sind aschbraun mit dunkleren Längsstreifen auf der Körperoberseite und der Brust. Die Flügel und Steuerfedern sind dunkelbraun mit grauen Säumen. Die Körperunterseite ist weißlich, Kehle und Brust sind braun gestrichelt. Der Bürzel ist weiß, was bei keiner anderen Girlitzart anzutreffen ist. Der Schnabel, die Füße und die Läufe sind hell rosafarben.
Jungvögel sind auf der Körperoberseite mehr rötlichbraun als aschbraun, die Körperunterseite ist bräunlich überwaschen.

## Verbreitungsgebiet und Lebensraum
Das Verbreitungsgebiet des Weißbürzelgirlitz reicht vom Senegal quer über den afrikanischen Kontinent bis nach Äthiopien. Der Lebensraum der Art ist trockenes Grasland mit einigen vereinzelten Bäumen und Büschen auf sandigen Böden. Der Weißbürzelgirlitz hat sich auch menschlichen Lebensraum erschlossen und kommt an Feldrändern und Straßen sowie in Orten und Gärten vor.

## Lebensweise
Weißbürzelgirlitze treten überwiegend paarweise oder in kleinen Trupps auf. Während ihrer Nahrungssuche auf dem Boden sind sie häufig mit Prachtfinken, Witwenvögeln und dem Mosambikgirlitz vergesellschaftet. Sie fressen Samen und gelegentlich auch Knospen. Eine besondere Vorliebe haben sie für die Samen von Tridax procumbens, einer in den 1930er Jahren in Nigeria eingeführten Pflanze. Um an die Samen zu gelangen, richten sich die auf dem Boden stehenden Vögel so weit wie möglich auf, ergreifen den Blütenstängel soweit oben wie möglich, beugen diesen in Richtung Erdboden, stellen sich mit beiden Füßen auf den Stängel und bewegen sich seitlich auf dem Stängel stehend in Richtung Blüte vor.
Weißbürzelgirlitze sind Einzelbrüter, es wurden aber schon acht Brutpaare von Weißbürzel- und Mosambikgirlitzen auf einem Hektar Land beobachtet. In Mauretanien fällt die Brutzeit gewöhnlich in den Zeitraum von Oktober bis Februar, im Senegal brüten sie zwischen September und März, in Nigeria dagegen von Juli bis August und erneut im Dezember. Das Nest ist ein kompakter Napf, der aus Blütenstängeln, Pflanzenfasern, Blattteilen und feinen Wurzeln errichtet wird. Der äußere Durchmesser beträgt durchschnittlich sechs Zentimeter. Das Nest wird gewöhnlich in weniger als acht Tagen errichtet und findet sich gewöhnlich auf oder zwischen zwei dünnen Ästchen zwischen 1,5 und 5 Metern über dem Erdboden.
Das Gelege besteht aus zwei bis vier Eiern. Die Brutzeit beträgt 13 Tage. Das Brutgeschäft sowie die Versorgung der Jungvögel während der ersten Lebenswoche übernimmt allein das Weibchen. Erst ab dem 7. Lebenstag beteiligt sich auch der männliche Elternvogel.

## Einzelbelege
1. ↑  Fry et al., S. 470
2. ↑  Fry et al., S. 470–471
3. 1 2 3  Fry et al., S. 471